# Vlorë (prefectuur)
Vlorë (Albanees: Qarku i Vlorës) is een van de 12 prefecturen van Albanië en ligt in het zuidwesten van het land. De hoofdstad van de prefectuur is de stad Vlorë. In de prefectuur woont een aanzienlijke Griekse minderheid.

## Bevolking
Op 1 januari 2018 telt de prefectuur Vlorë zo'n 189.282 inwoners. In 1989, voor de val van het communisme, woonden er nog 264.556 mensen in de prefectuur Vlorë. Vooral in de jaren '90 verlieten veel mensen prefectuur Vlorë, maar de laatste jaren stijgt het bevolkingsaantal weer langzaam.

#### Religie
De islam is de grootste religie in prefectuur Vlorë: 42,14 procent van de bevolking is moslim.
Een grote minderheid behoort tot de Albanees-Orthodoxe Kerk: zij vormen 13,74 procent van de bevolking. In vijf deelgemeenten vormen zij de meerderheid van de bevolking: Dhivër en Mesopotam (beide 74 procent), Himarë (71 procent), Xarrë (58 procent) en Livadhja (55 procent).
Verder behoort zo'n 1,92 procent tot de Katholieke Kerk in Albanië (vooral in Xarrë) en ongeveer 1,08 procent tot het bektashisme (vooral in Vergo).

### Bestuurlijke indeling
De prefectuur is ingedeeld in zeven steden (bashkia) na de gemeentelijke herinrichting van 2015:
Delvinë • Finiq • Himarë • Konispol • Sarandë • Selenicë • Vlorë.
Berat · Dibër · Durrës · Elbasan · Fier · Gjirokastër · Korçë · Kukës · Lezhë · Shkodër · Tirana · Vlorë

Deelgemeenten · Gemeenten · Prefecturen